# Paryphodes lineatus
Paryphodes lineatus är en tvåvingeart som beskrevs av Friedrich Georg Hendel 1914. Paryphodes lineatus ingår i släktet Paryphodes och familjen bredmunsflugor. Inga underarter finns listade i Catalogue of Life.